# 腓特烈 (拿騷-威爾堡伯爵)
腓特烈（Friedrich von Nassau-Weilburg，1640年4月26日—1675年9月8日），1655年繼承父親恩斯特·卡西米爾為拿騷-威爾堡伯爵，因年少由伯父拿騷-伊德施泰因的約翰攝政。1675年去世，兒子約翰·恩斯特繼任。